# The Singles – The First Ten Years
The Singles – The First Ten Years ist eine Kompilation der schwedischen Popgruppe ABBA aus dem Jahre 1982. Das Album enthält alle internationalen Singles der Gruppe. The Singles – The First Ten Years war der letzte offiziell veröffentlichte Tonträger vor dem Beginn der annähernd 40-jährigen Pause der Gruppe.

## Entstehung und Bedeutung
Das Konzept für eine Sammlung sämtlicher Singles der Gruppe bestand bereits 1980, wurde jedoch erst 1982 als Ersatz für das geplante neunte Studioalbum herangezogen. Die im Frühjahr 1982 entstandenen Songs Just Like That, I Am the City und You Owe Me One setzten sich dem Stil des letzten Studioalbums The Visitors deutlich entgegen, da sie fröhlicher waren und alle von Agnetha Fältskog und Anni-Frid Lyngstad gemeinsam gesungen wurden.
Da das Klima innerhalb der Gruppe bereits angespannt war und es den vier Mitgliedern an Motivation fehlte, trafen sie sich im Herbst 1982 ein letztes Mal im Studio, um drei neue Songs aufzunehmen. Es entstanden Cassandra, Under Attack sowie The Day Before You Came. Davon wurden aber nur noch die beiden letzten als Single veröffentlicht und daher auch in die Titelliste von The Singles einbezogen. Mittlerweile ist die LP ein Sammlerstück. Die CD-Fassung ist noch seltener zu finden; beide sind vergriffen.

## Chartplatzierungen
| Jahr | Titel                             | Chartpositionen | Chartpositionen | Chartpositionen | Chartpositionen | Chartpositionen | Chartpositionen |
| Jahr | Titel                             | DE              | AT              | CH              | UK              | US              | SE              |
| ---- | --------------------------------- | --------------- | --------------- | --------------- | --------------- | --------------- | --------------- |
| 1982 | The Singles – The First Ten Years | 5               | −               | −               | 1               | 62              | 19              |

## Trackliste

### Seite 1
1. Ring Ring
2. Waterloo
3. So Long
4. I Do, I Do, I Do, I Do, I Do
5. SOS
6. Mamma Mia
7. Fernando

### Seite 2
1. Dancing Queen
2. Money, Money, Money
3. Knowing Me, Knowing You
4. The Name of the Game
5. Take a Chance on Me
6. Summer Night City

### Seite 3
1. Chiquitita
2. Does Your Mother Know
3. Voulez-Vous
4. Gimme! Gimme! Gimme! (A Man After Midnight)
5. I Have a Dream

### Seite 4
1. The Winner Takes It All
2. Super Trouper
3. One of Us
4. The Day Before You Came
5. Under Attack